# Onesia perida
Onesia perida este o specie de muște din genul Onesia, familia Calliphoridae. A fost descrisă pentru prima dată de Hardy în anul 1937. Conform Catalogue of Life specia Onesia perida nu are subspecii cunoscute.